# Gelsenkirchen-Buer
Buer [buːɐ̯] (Dehnungs-e) ist ein Stadtteil der kreisfreien Stadt Gelsenkirchen in Nordrhein-Westfalen. Er bildet zusammen mit den Stadtteilen Scholven und Hassel den Stadtbezirk Gelsenkirchen-Nord.
Der Stadtteil Buer führt den Namen der 1911 gegründeten ehemaligen Stadt Buer, die 1928 – zusammen mit Horst – mit Gelsenkirchen vereinigt wurde (bis Mai 1930 hieß die vereinigte Stadt Gelsenkirchen-Buer, dann Gelsenkirchen). Der heutige Stadtteil nimmt nur das Kerngebiet der vormaligen Stadt Buer ein (der Umkreis des alten Dorfes einschließlich der Gebiete der ehemaligen Bauerschaften Löchter, Bülse und Heege). Das ehemalige Stadtgebiet von Buer war wesentlich größer und umfasste alle nördlich der Emscher liegenden heutigen Stadtteile Gelsenkirchens mit Ausnahme von Horst. Die drei Stadtbezirke Gelsenkirchen-Nord, Gelsenkirchen-West und Gelsenkirchen-Ost, die von den acht heutigen Stadtteilen nördlich der Emscher inklusive Horst gebildet werden und historisch großteils zu Buer gehörten, stellen etwas mehr als die Hälfte der Einwohner Gelsenkirchens. Immer noch wird Buer in der Bevölkerung teilweise als eine nach Lokalkolorit „eigenständige Altgemeinde“ angesehen. Diese Abgrenzung äußert sich neben der geographischen Lage und den historischen Gegebenheiten in der Größe des Ortszentrums und der im Verhältnis zur Gesamtstadt vorliegenden Häufung gehobener Wohnlagen.

## Geographie

### Lage
Bis zum Jahre 1928 war Buer als „Freiheit“ (ab 1448) und als Stadt „Buer in Westfalen“ (ab 1911) selbständig. Während die Grenzen des Buerschen Gebiets bis Mitte des 19. Jahrhunderts ständig wanderten, kann Anfang des 20. Jahrhunderts die Lage der damaligen Stadt Buer inklusive Amt Horst wie folgt beschrieben werden: Im Süden grenzt sie an die kreisfreien Städte Herne und Essen. Der Rhein-Herne-Kanal grenzte im Süden die Stadt Buer von der Stadt Gelsenkirchen ab. Im Norden grenzt sie an die Städte des Kreises Recklinghausen Dorsten, Marl bzw. Polsum und Herten bzw. Westerholt, im Westen an Gladbeck und den Bottroper Stadtteil Kirchhellen.
Angemerkt sei, dass „Buer in Westfalen“ bzw. das Amt Buer die heutigen Gelsenkirchener Stadtteile Scholven inklusive Bülse, Hassel, Beckhausen inklusive Schaffrath und Sutum, Resse, Resser Mark und Erle beinhaltet hat.
Dem Stadtteil Gelsenkirchen-Buer sind folgende Gelsenkirchener Stadtteile benachbart: Im Norden Scholven, Hassel sowie im Westen Angrenzung an die Stadt Gladbeck im Kreis Recklinghausen; im Osten die Stadtteile Resse und Erle sowie Angrenzung an den Hertener Stadtteil Westerholt; im Süden Beckhausen.
Buer liegt im Grünen und ist unter anderem umgeben von Ackerland und kleineren Waldgebieten. Es beinhaltet mehrere Grünzonen und Parkanlagen mit Teichen und Seen wie Schloss Berge, Berger See, Lohmühlenteich, Hülser Heide, Löchterheide, Stadtwald, Gebiet des ehemaligen Löwenparks oder den Zentralfriedhof Buer-Mitte an der Haunerfeld- und Ortbeckstraße bzw. den Alten Friedhof an der Mühlenstraße sowie mehrere Kleingärten- und Sportanlagen. Ebenfalls ein Naherholungsgebiet ist die begrünte und bepflanzte Abraumhalde Rungenberg der ehemaligen Zeche Hugo. Auf dem alten Friedhof an der Mühlenstraße wurde seit 2015 durch den Verein für Orts- und Heimatkunde GE-Buer e. V. ein Rhododendronpark angelegt.
Die Zukunft der Fußgängerzone Hochstraße, welche zur Propsteikirche St. Urbanus führt, ist wiederholt Gegenstand von Überlegungen.

## Verkehrsanbindung
Buer hat zwei abseits des Stadtteilzentrums gelegene Bahnstationen: Der Bahnhof Gelsenkirchen-Buer Nord liegt an der Hamm-Osterfelder Bahn und der Bahnstrecke Gelsenkirchen-Buer Nord–Marl Lippe. Von hier verkehrt die S-Bahn-Linie 9 der S-Bahn Rhein-Ruhr einmal stündlich zum Bahnhof Haltern am See und nach Wuppertal über Gladbeck, Bottrop, Essen und Velbert-Langenberg.
An der zu einem Haltepunkt zurückgebauten Station Gelsenkirchen-Buer Süd in Gelsenkirchen-Beckhausen hält die Emschertal-Bahn RB43 ebenfalls stündlich auf dem Weg von Dorsten über Gladbeck Ost und Wanne-Eickel, Herne, Castrop-Rauxel Süd nach Dortmund.
Zentraler Knotenpunkt im Nahverkehr in Gelsenkirchen ist in Buer jedoch Buer Rathaus.
Es existieren zwei Autobahnanbindungen, und zwar im Norden zur A52 bzw. die alte Bundesstraße 224 und im Süden zur A2. Durch Buer verläuft die B226.

### Buer Rathaus
Der zentrale Umsteigepunkt des Gelsenkirchener Nahverkehrs im Stadtteil Buer ist die Haltestelle Buer Rathaus.
Diese wird von Straßenbahnen, Bussen und SchnellBus-Linien bedient.
Die Buslinien und SchnellBus-Linien halten am Busbahnhof Buer Rathaus.
| Linie     | Verlauf | Takt (Mo–Fr)                                                  | Betreiber         |
| --------- | --- | ------------------------------------------------------------- | ----------------- |
| 301       | Gelsenkirchen-Horst Essener Str. – Schloss Horst – Buerer Str. – Gelsenkirchen-Buer Süd Bf – Beckhausen - Buer Rathaus/Kunstmuseum – Erle – ZOOM Erlebniswelt – U Trinenkamp – U Bergwerk Consolidation – U Bismarckstraße – U Leipziger Straße – U Musiktheater – U Heinrich-König-Platz – U Gelsenkirchen Hbf | 7/8 min                                                       | Bogestra          |
| 302       | Gelsenkirchen-Buer Rathaus – Gelsenkirchen, Veltins-Arena – Gelsenkirchen-Schalke – Musiktheater – U Heinrich-König-Platz – U Gelsenkirchen Hbf – Gelsenkirchen-Ückendorf – Bochum-Wattenscheid, August-Bebel-Platz – Stahlhausen Wattenscheider Str. – U Bochumer Verein/Jahrhunderthalle – U Rathaus (Süd) – U Bochum Hbf – U Lohring – Altenbochum Kirche – Bochum-Laer Mitte – (Mark 51° 7 – Langendreer Markt – Langendreer ) / O-Werk                           | 7/8 min (Buer–Laer) 15 min (Laer–Langendreer und Laer–O-Werk) | Bogestra          |
| SB28      | Gelsenkirchen-Buer Rathaus – Gelsenkirchen-Buer Nord Bf – Gelsenkirchen-Hassel – Oberscholven – Ulfkotte – Feldmark – Dorsten Willy-Brandt-Ring – Dorsten ZOB Weiterfahrt in Dorsten ZOB als Linie SB18 nach Schermbeck | 30 min                                                        | DB Rheinlandbus   |
| SB49      | Gelsenkirchen-Buer Rathaus – Gelsenkirchen-Resse – Herten Rathaus (Herten , 300 m) – Herten Mitte (Herten , 500 m) –Disteln Josefstr. – Hochlar – Viehtor – Recklinghausen Hbf | 30 min                                                        | Vestische         |
| SB91      | Bero-Zentrum – Oberhausen Hbf – Neue Mitte Oberhausen – OB-Osterfeld Süd Bf – Bottrop ZOB Berliner Platz – Bottrop-Eigen Markt – Gladbeck-Ellinghorst – Gladbeck Goetheplatz – Gladbeck-Ost Bf – Gelsenkirchen-Buer, Königswiese – Gelsenkirchen-Buer Rathaus Linie verkehrt zwischen OLGA-Park und Oberhausen Hbf über die ÖPNV-Trasse Oberhausen | 20 min                                                        | Vestische / STOAG |
| 211       | Herten Mitte (Herten , 500 m) – Herten Rathaus (Herten , 300 m) – Westerholt – Westerholt Bf (– Herten-Bertlich) (zeitweise) – Gelsenkirchen-Hassel – Gelsenkirchen-Buer Rathaus | 30 min                                                        | Vestische         |
| 212       | Herten Mitte (Herten , 500 m) – Herten Rathaus (Herten , 300 m) – Westerholt – Westerholt Bf – Herten-Bertlich – GE-Hassel Bf – Gelsenkirchen-Hassel – Gelsenkirchen-Buer Nord Bf – Gelsenkirchen-Buer Rathaus | 30 min                                                        | Vestische         |
| 222       | Marl-Sinsen – Sinsen Bf – Lenkerbeck – Hüls – Drewer – Marl Mitte – Alt-Marl – Polsum Ehrenmal – Gelsenkirchen-Hassel – Gelsenkirchen-Buer Nord Bf – Gelsenkirchen-Buer Rathaus | 30 min                                                        | Vestische         |
| 238       | Gelsenkirchen-Buer Rathaus – Herten-Westerholt – Langenbochum – Herten-Scherlebeck – Westviertel – Lohtor – Recklinghausen Hbf | 30 min                                                        | Vestische         |
| 243       | Gelsenkirchen-Buer Rathaus – Gelsenkirchen-Buer Nord Bf – Gelsenkirchen-Hassel / (GE-Hassel Friedhof – GE-Hassel Bf ) (zeitweise) – Herten-Bertlich – Westerholt – Langenbochum Bergwerk Schlägel und Eisen – Paschenberg – Über den Knöchel (Herten , 150 m) – Herten Mitte (Herten , 500 m) | 60 min                                                        | Vestische         |
| 244       | Gelsenkirchen-Hassel Friedhof – Gelsenkirchen-Buer Nord Bf – Buer Rathaus – Gelsenkirchen-Resse Cäcilienhof | 30 min                                                        | Vestische         |
| 247 TB247 | Gelsenkirchen-Buer Rathaus – St.-Marien-Hospital Buer – Gelsenkirchen-Scholven – Gladbeck-Zweckel Mentzelstr. (– Breiker Höfe – Gelsenkirchen-Scholven Stadtgrenze) Mentzelstr. – Scholven Stadtgrenze als TaxiBus | 30 min (Buer–Scholven) 60 min (Scholven–Mentzelstr.)          | Vestische         |
| 249       | Gelsenkirchen-Buer Rathaus – Gelsenkirchen-Resse – Herten Rathaus (Herten , 300 m) – Herten Mitte (Herten , 500 m) – Disteln Josefstr. – Hochlar – Westviertel Moltkestr. – Paulusviertel Paulusstr. – Viehtor – Recklinghausen Hbf | 30 min                                                        | Vestische         |
| 255       | Gladbeck Goetheplatz – Gladbeck Ost Bf – Gladbeck-Zweckel – Gelsenkirchen-Scholven – Gelsenkirchen-Buer, Königswiese – Gelsenkirchen-Buer Rathaus | 20 min                                                        | Vestische         |
| 380       | Gelsenkirchen-Buer Rathaus – Gelsenkirchen-Schalke – Schalker Meile – Musiktheater – Gelsenkirchen Hbf | 20 min                                                        | Bogestra          |
| 381       | Gelsenkirchen-Rotthausen Landschede – Rotthausen – Gelsenkirchen-Neustadt – Gelsenkirchen Hbf – Schalke Ernst-Kuzorra-Platz – Erle Marktstr. – (Resser Mark – Resse Kirschblütenweg) / (Middelich - Gelsenkirchen-Buer Rathaus (nur abends sowie sonn-/feiertags)) | 20 min                                                        | Bogestra          |
| 396       | Gelsenkirchen-Buer Rathaus – Schaffrath – Beckhausen Kampstr. – Gladbeck-Rosenhügel Nelkenstr. – Horst Buerer Str. – Schloss Horst (– Marie-Juchacz-Weg) (nur stündlich) – Fischerstr. – Horst Süd, Lucasstraße | 20 min                                                        | Bogestra          |
| 397       | Gelsenkirchen-Buer Rathaus – Middelich – Erle Post – Erle Forsthaus – Resser Mark – Resse Im Emscherbruch – Resser Mark Im Eichkamp (abends sowie sonn- und feiertags als AST 97 zwischen Erle Forsthaus und Resser Mark) | 60 min                                                        | Bogestra          |
| 398       | Gelsenkirchen-Buer Rathaus – Middelich – Erle Post – Resser Mark – Erle Forsthaus – Erle Emscherstr. – Sutum Schäferstraße | 60 min                                                        | Bogestra          |
| 399       | Gelsenkirchen-Buer Rathaus – Westfälische Hochschule (verkehrt, bis auf einzelne Fahrten, nur während der Vorlesungszeit der Westfälischen Hochschule) | 20 min                                                        | Bogestra          |
| NE2       | Bottrop ZOB Berliner Platz – Bottrop-Eigen – Ellinghorst – Gladbeck Goetheplatz – Gladbeck Ost Bf – Gelsenkirchen-Scholven – Bülse – Gelsenkirchen-Buer Rathaus – Gelsenkirchen-Resse – Herten Rathaus (Herten , 300 m) – Herten Mitte (Herten , 500 m) – Disteln Josefstr. – Hochlar – Westviertel Moltkestr. – Paulusviertel Paulusstr. – Viehtor – Recklinghausen Hbf NachtExpress: In den Nächten von Freitag auf Samstag, Samstag auf Sonntag und vor Feiertagen | 60 min                                                        | Vestische         |
| NE9       | Gelsenkirchen-Buer Rathaus – Gelsenkirchen-Buer Nord Bf – Gelsenkirchen-Hassel – GE-Hassel Bf – Herten-Bertlich – Westerholt – Langenbochum – Scherlebeck – Disteln – Herten Mitte (Herten , 500 m) NachtExpress: In den Nächten von Freitag auf Samstag, Samstag auf Sonntag und vor Feiertagen | 60 min                                                        | Vestische         |
| NE10      | Bochum Hbf – BO-Wattenscheid – Gelsenkirchen Hbf – Schalke – Gelsenkirchen-Buer Rathaus | 60 min                                                        | Bogestra          |
| NE11      | Gelsenkirchen Hbf – Schalke – Berger Feld – Erle – Gelsenkirchen-Buer Rathaus | 60 min                                                        | Bogestra          |
| NE12      | Gelsenkirchen-Buer Rathaus – Resse – Erle – Bismarck – Haverkamp – Bulmke-Hüllen – Gelsenkirchen Hbf – Ückendorf | 60 min                                                        | Bogestra          |
| NE14      | Gelsenkirchen-Buer Rathaus – (Schaffrath →) Beckhausen – Gelsenkirchen-Buer Süd Bf – Buerer Str. – Schloss Horst – Heßler – Gelsenkirchen-Feldmark – Gelsenkirchen Hbf – Gelsenkirchen-Neustadt – Rotthausen – Rotthausen Landschede | 60 min                                                        | Bogestra          |

## Geschichte
Die Gemeinde Buer gehörte vor Erlangung ihrer Kreisfreiheit und Vereinigung mit Gelsenkirchen, wie auch Horst, zum Vest und dem Kreis Recklinghausen. Zur Geschichte Buers vor 1928 siehe Geschichte der früheren Gemeinde und Stadt Buer.
Mit Wirkung vom 1. April 1928 wurde die Stadt Buer mit dem Amt Horst und der kreisfreien Stadt Gelsenkirchen zur neuen kreisfreien Stadt Gelsenkirchen-Buer vereint. 1929 gründete die Bergbau-Berufsgenossenschaft das Knappschaftskrankenhaus Bergmannsheil, das 2002 mit den Städtischen Kinderkliniken zur Bergmannsheil und Kinderklinik Buer fusionierte. Am 21. Mai 1930 wurde der Name der jungen Stadt in „Gelsenkirchen“ geändert. Seither wird Buer als Stadtteil geführt, zunächst im Sinne der Ausdehnung der ehemaligen Stadt Buer. Im Zweiten Weltkrieg wurde der 100 m hohe Turm der Propsteikirche St. Urbanus von Bomben getroffen. Seitdem hat er ein Flachdach und ist nur noch etwa 50 m hoch.
Im Rahmen der Gebietsreform 1975 wurden alle kreisfreien Städte in Nordrhein-Westfalen in Stadtbezirke unterteilt. Auf dem Gebiet der ehemaligen Stadt Buer entstanden die Stadtbezirke Gelsenkirchen-West, -Ost und insbesondere -Nord, mit dem Stadtteil Buer, der nur mehr den zentralen Stadtkern enthält.
Im Jahr 2003 wurde mit einer großen 1000-Jahr-Feier an die erste schriftliche Erwähnung von Buer erinnert.

## Bevölkerung
Zum 31. Dezember 2023 lebten 33.044 Einwohner in Buer.
- Anteil der weiblichen Bevölkerung: 51,9 % (Gelsenkirchener Durchschnitt: 50,5 %)[5]
- Anteil der männlichen Bevölkerung: 52,1 % (Gelsenkirchener Durchschnitt: 49,5 %)[6]
- Ausländeranteil: 15,1 % (Gelsenkirchener Durchschnitt: 26,0 %)[7]

### Einwohnerentwicklung
Die folgende Übersicht zeigt die Einwohnerzahlen des Stadtteils Buer seit 2000; für die Entwicklung der Einwohnerzahlen des Gesamtgebietes der früheren Stadt Buer seit dem Jahr 1535 siehe hier.
| Jahr              | Einwohner |
| ----------------- | --------- |
| 31. Dezember 2000 | 35.274    |
| 31. Dezember 2001 | 35.257    |
| 31. Dezember 2002 | 35.304    |
| 31. Dezember 2003 | 34.995    |
| 31. Dezember 2004 | 34.872    |
| 31. Dezember 2005 | 34.877    |
| 31. Dezember 2006 | 34.707    |
| 31. Dezember 2007 | 34.600    |
| 31. Dezember 2008 | 34.308    |
| 31. Dezember 2009 | 34.130    |
| 31. Dezember 2010 | 33.969    |
| 31. Dezember 2011 | 33.917    |
| 31. Dezember 2012 | 33.799    |
| 31. Dezember 2013 | 33.730    |
| 31. Dezember 2014 | 33.656    |
| 31. Dezember 2015 | 33.651    |
| 31. Dezember 2016 | 33.533    |
| 31. Dezember 2017 | 33.374    |
| 31. Dezember 2018 | 33.429    |
| 31. Dezember 2019 | 33.127    |
| 31. Dezember 2020 | 32.915    |

## Bauwerke

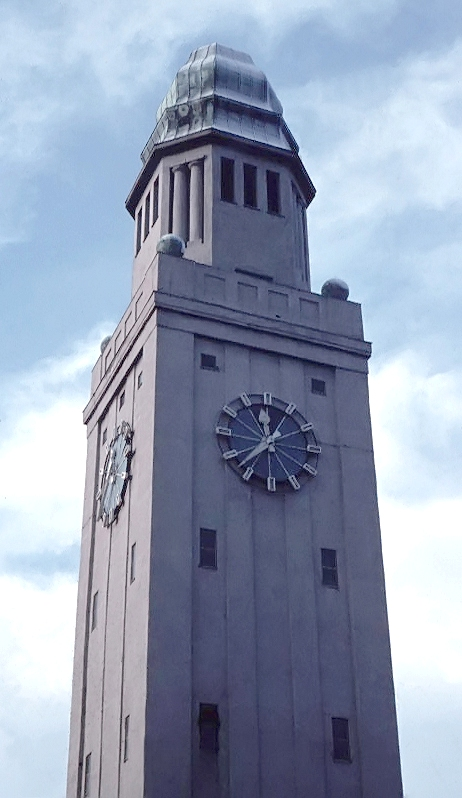
Rathausturm

Das Rathaus Buer wurde 1912 eingeweiht. Es ist heute das technische Rathaus der Stadt Gelsenkirchen.
Zur Zeit des Baus des Rathauses, 1906–1908, wurde das Lyzeum (Leibnizgymnasium) an der Breddestraße erbaut. Über dem Eingang befindet sich das schöne Relief der grünen Buerschen Linde, darüber das kurkölnische Kreuz, denn Buer gehörte früher zum Erzbistum Köln.
Die moderne evangelische Stephanuskirche an der Westerholter Straße sieht wie der Bug eines Schiffes aus. Sie wurde 1964 von dem Architekten Peter Grund entworfen, aber erst nach seinem Tod 1968–1970 ausgeführt. Die Inneneinrichtung und die abstrakten Betonglas-Fenster stammen von der Künstlerin Inge Vahle. Das kleinformatige Altarkreuz, eine blaugrundige Emaille-Arbeit, entstand nach Entwurf von Elisabeth Grund als Stiftung zum Andenken an ihren verstorbenen Mann. Die Kirche steht seit 2004 unter Denkmalschutz.

## Religionen
Dieser Abschnitt behandelt vor allem das 20. und 21. Jahrhundert. Zur Vorgeschichte siehe Religionen im Artikel über die ehemalige Stadt Buer.

### Katholische Gemeinde

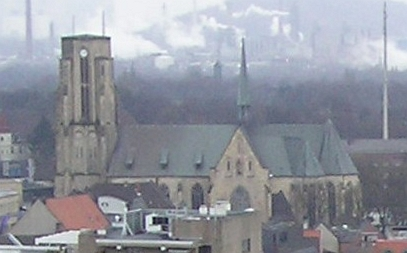
Propsteikirche Sankt Urbanus

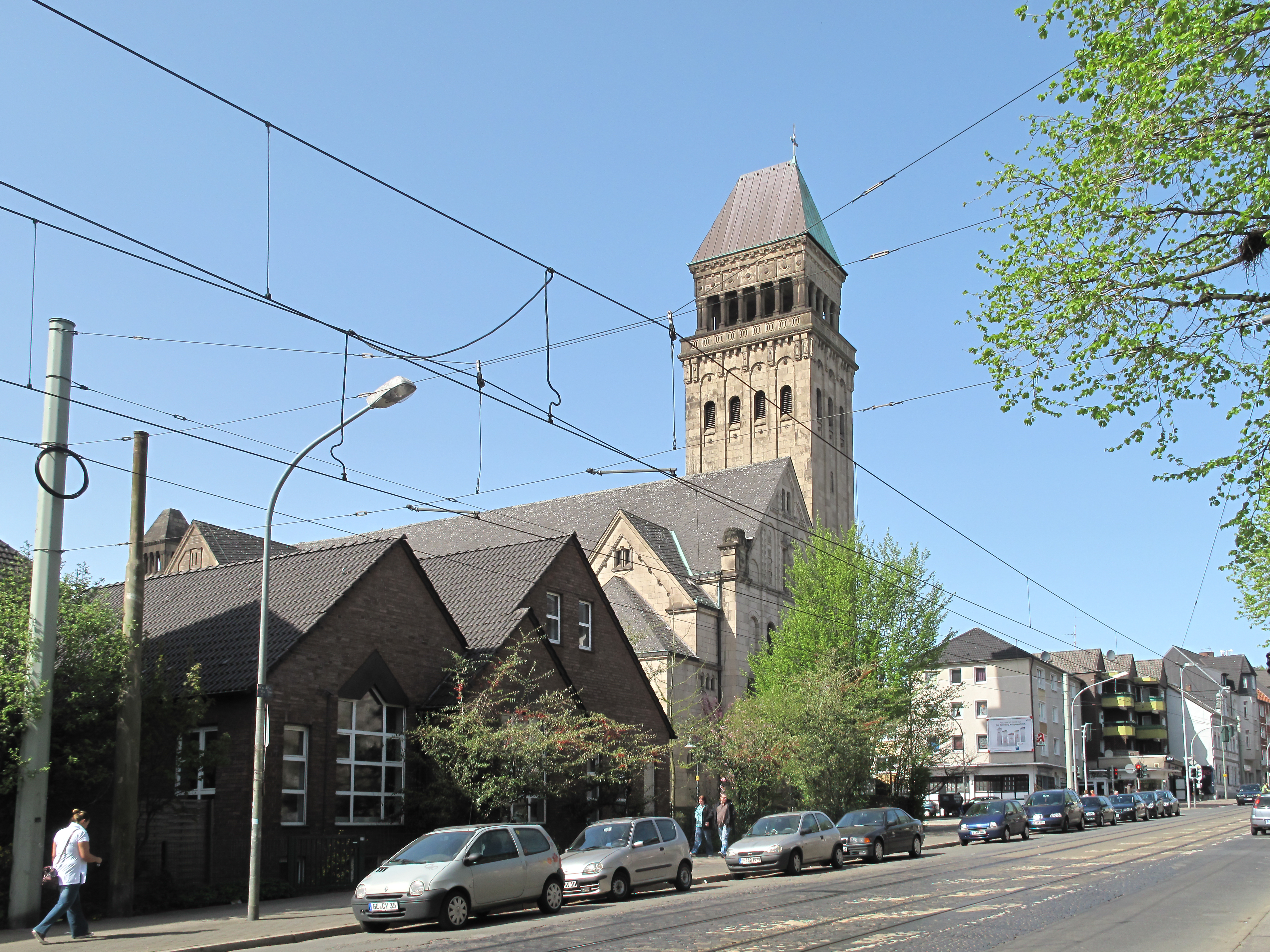
Sankt Ludgeruskirche

Das Gebiet gehörte um 1000 zum Kloster Werden. Bereits 1160 wurde die Kirche Sankt Urbanus zur „Pfarrkirche“ ernannt. Die heutige Sankt-Urbanus-Kirche mit ihrem zunächst 100 Meter hohen Kirchturm wurde im Jahr 1893 erbaut. Der Turm wurde im Zweiten Weltkrieg bombardiert, so dass der heutige nur noch etwa 50 m hoch ist und seitdem ein Flachdach besitzt. Bereits zuvor waren verschiedene Vorgängerbauten im romanischen Stil (1302 Umbau im gotischen Stil) und nach einem Großbrand (1688) im frühen 18. Jahrhundert entstanden.
1955 erfolgte die Ernennung der Pfarrkirche Sankt Urbanus zur Propsteikirche. Der damalige Pfarrer von St. Urbanus, Theodor Lange (* 26. November 1905 in Dortmund, † 9. Februar 1984), trug als erster den Titel Propst. Sein damals noch in der Gemeinde im Ruhestand lebender Vorgänger Pfarrer Ernst Roosen (* 27. November 1883 in Essen-Altenessen, † 30. April 1958) wurde gleichzeitig zum Propst h. c. ernannt.
Ein eigenes Dekanat wurde 1915 in Buer gegründet. 1954 wurde es in Nord und Süd geteilt. Ab dem 1. Januar 1958 wurde das Dekanat Buer dem neu gegründeten Bistum Essen angegliedert.
Folgende Gemeinden wurde wegen der zunehmenden Zahl von katholischen Zuwanderern ins Ruhrgebiet Ende des 19. Jahrhunderts bzw. Anfang des 20. Jahrhunderts und Mitte des 20. Jahrhunderts wegen des Zuzugs von Flüchtlingen und Vertriebenen aus den vormals deutschen Ostgebieten und später aus der damaligen DDR direkt von der ursprünglichen Pfarrgemeinde Sankt Urbanus abgepfarrt:
- Sankt Barbara (1892) in Erle, Tochtergemeinden: Sankt Konrad (1939), Sankt Ida (1948), Sankt Suitbert (1962), Sankt Bonifatius (1959)
- Herz Jesu in Resse (1904), (Tochtergemeinde: Sankt Hedwig)
- Liebfrauen in Beckhausen (1900), (Tochtergemeinde: Sankt Clemens in Sutum)
- Sankt Michael in Hassel (1911), (Tochtergemeinden: Sankt Theresia in Hassel, Sankt Pius in Hassel)
- Sankt Josef (1912) in Scholven
- Sankt Ludgerus (1915) (Tochtergemeinden: Heilig Geist (1964) in Schaffrath)
- Christus König (1954) in Buer (Bergmannsglück)
- Mariä Himmelfahrt (1954) in Buer

Wegen des Priestermangels in der deutschen katholischen Kirche, der schwindenden Zahl von Katholiken in Buer sowie infolge wirtschaftlicher Probleme des Bistums Essen wurden zwischen 2000 und 2004 einzelne Kirchengemeinden wieder zusammengelegt bzw. gingen Kooperationen ein:
- Die Muttergemeinde Sankt Urbanus fusionierte im Jahr 2000 mit der Tochtergemeinde Christus König in Bergmannsglück
- Im Jahre 2001 fusionierten die Erler Gemeinden Sankt Barbara, Sankt Bonifatius, Sankt Ida und Sankt Suitbert zur neuen Kirchengemeinde Sankt Barbara.
- Die Pfarrgemeinden Liebfrauen (Beckhausen) und Sankt Clemens (Sutum) arbeiten zusammen. Liebfrauen wurde 2023 profaniert.
- Weiterhin arbeiten die selbständigen Kirchengemeinden Buers, diese sind Propstei Sankt Urbanus, Mariä Himmelfahrt und Sankt Konradch.
- Im Jahre 2004 fusionierte Sankt Ludgerus (Buer-Süd) mit Heilig Geist (Schaffrath) zur Kirchengemeinde Sankt Ludgerus mit Filialkirche Heilig Geist.

Die Pfarrgemeinde St. Urbanus ist durch die vom Bistum Essen im Rahmen seiner Strukturreform für 2008 beschlossenen und bereits am 19. August 2007 umgesetzten Fusion mit den Kirchengemeinden St. Mariä Himmelfahrt in Buer-Mitte, St. Konrad in Middelich, St. Pius in Hassel, Herz Jesu in Resse, St. Josef in Scholven, St. Ludgerus in Buer (Schließung als Kirche im Herbst 2023, Umbau zum Oldtimer-Museum), Hl. Geist in Schaffrath, St. Barbara in Erle, St. Suitbert in Berger Feld, St. Ida in Resser Mark (abgerissen 2021), Christus König in Bergmannsglück, St. Michael in Hassel, St. Theresia in Hassel, St. Hedwig in Resse und St. Bonifatius in Erle nach der Zahl ihrer Gemeindemitglieder größte katholische Pfarrgemeinde in Deutschland. Mit ihren ca. 40.000 Gemeindemitgliedern ist die neue Großgemeinde St. Urbanus größer als das Bistum Görlitz mit ca. 30.000 Katholiken.

### Evangelische Gemeinden

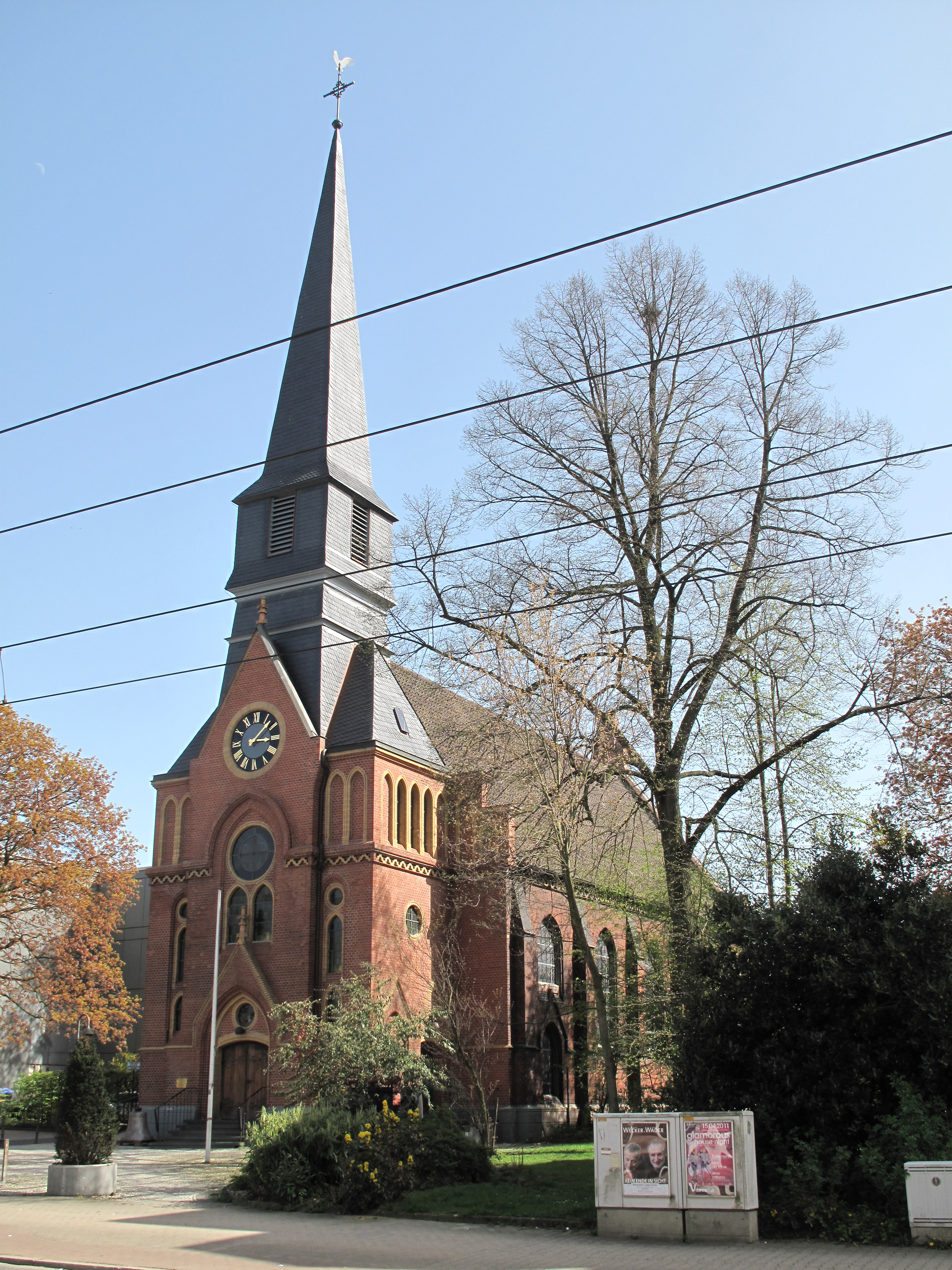
Apostelkirche

Die damalige Gemeinde Buer bestand vorwiegend aus der katholischen Konfession. Erst mit dem Bergbau (ab 1873) und dem damit verbundenen Städtewachstum kamen andere Konfessionen hinzu. Am 4. Mai 1888 erstand die erste selbständige evangelische Kirchengemeinde Buers – die heutige Apostelkirche – an der Essener Straße (heute: Horster Straße). 1886 entstand die evangelische Gemeinde Erle-Middelich und der evangelische Pfarrverbund Horst-Buer wurde aufgelöst. 1906 entstand die evangelische Gemeinde Resse. 1911 wurde die evangelische Christuskirche Beckhausen an der Bergstraße gebaut. Von den genannten evangelischen Kirchen sind in einigen Stadtteilen bis in die 1960er Jahre noch Tochterkirchen entstanden.

### Jüdische Gemeinde
Im Jahre 1922 wurde an der Maelostraße in Buer eine Synagoge errichtet, die in der Reichspogromnacht am 9. November 1938 von den Nationalsozialisten niedergebrannt wurde. An dieser Stelle entstand später ein städtisches Hallenbad. Einige Fundamente der Synagoge sind durch Pflastersteine sichtbar gemacht. Der Rest wird vom Hallenbad überdeckt. Außerdem erinnert ein großer, am 12. November 1992 errichteter Gedenkstein mit der Aufschrift „Mein Haus ist ein Haus der Gebete für alle Völker“ als Mahnmal an die Synagoge. Auguste van Pels (1900–1945), Freundin der Familie Anne Franks, die sich zusammen mit den Franks in Amsterdam versteckte, wurde in Buer (seit 1928 Gelsenkirchen) geboren.

### Muslimische Gemeinde
Die muslimische Gemeinde in Gelsenkirchen-Buer wurde von Gastarbeitern der ersten Generation aus der Türkei und Nordafrika in den 1980er Jahren gegründet. Es gibt drei Moscheen, die von Vereinen finanziert werden.

## Söhne und Töchter der Stadt
- Halil Altıntop (* 1982), türkischer Fußballnationalspieler
- Hamit Altıntop (* 1982), türkischer Fußballnationalspieler
- Tom Angelripper (* 1963), Musiker
- Heinz Assmann (* 1931), Politiker
- C. C. Bergius (1910–1996), Schriftsteller und Verleger
- Hubert Berke (1908–1979), Maler und Grafiker
- Claus Bredenbrock (* 1947), freier Journalist und Filmemacher
- Ludwig Bredenbrock, Heimatschriftsteller, Journalist, Schriftleiter der Buerschen Zeitung
- Marco Buschmann (* 1977), Politiker (FDP), Bundesjustizminister
- Eduard Claudius (1911–1976), Schriftsteller und DDR-Diplomat
- Jörg Dahlmann (* 1959), Fußballkommentator
- Pater Stefan Dartmann SJ (* 1956), erster Provinzial der vereinigten deutschen Provinzen des Jesuitenordens
- Sebastian Ernst (* 1984), Leichtathlet
- Gerd Faltings (* 1954), Mathematiker und Träger der Fields-Medaille
- Klaus Farin (* 1958), Schriftsteller
- Hermann Fredersdorf (1924–2013), Finanzbeamter und Parteipolitiker
- Peter Hanfland (1940–2019), Hämatologe, Transfusionsmediziner und Hochschullehrer
- Josef Harpe (1887–1968), Generaloberst im Zweiten Weltkrieg
- Harald zur Hausen (1936–2023), Mediziner, Nobelpreisträger 2008
- Norbert Huda (* 1950), Wasserspringer
- Hermann Ilaender (1933–2021), Politiker (CDU), Verwaltungsbeamter und Forst-Verbandsfunktionär
- Franz-Josef Kaup (* 1954), Tierarzt, Veterinärpathologe, Hochschullehrer
- Alfred Kelbassa (1925–1988), Fußballnationalspieler
- Ute Köngeter (* 1941), Bildende Künstlerin
- Willi Koslowski (1937–2024), Fußballnationalspieler
- Matthias Lemke (* 1978), Politikwissenschaftler
- Jordan Mai (1866–1922), Franziskaner
- Oliver Mark (* 1963), deutscher Fotograf und Künstler
- Ludwig Marmulla (1908–1990), kommunistischer Aktivist, Widerstandskämpfer und Parteifunktionär (KPD, SED)
- Franz Marten (1898–1970), Maler, Grafiker und Hochschullehrer
- Andreas Maurer (* 1958), Tennisspieler
- Manuel Neuer (* 1986), Fußballnationaltorhüter
- Fritz Oberhettinger (1911–1993), deutsch-US-amerikanischer Mathematiker, Hochschullehrer
- Mesut Özil (* 1988), Fußballnationalspieler
- Peter Paziorek (* 1948), Politiker
- Auguste van Pels (1900–1945), Freundin der Familie Anne Franks, die sich zusammen mit den Franks in Amsterdam versteckte.
- Heinz Renneberg (1927–1999), Ruderer
- Wolfgang Rinke (1943–2025), Kunsthistoriker
- Ulrich Rützel (* 1944), Musikproduzent und -verleger
- Bernhard Sann (1910–1990), Rektor der RWTH Aachen
- Claus Schiprowski (* 1942), Leichtathlet
- Klaus Schneider (* 1940), Jurist und Brandschutzfachmann
- Ina Spanier-Oppermann (* 1962), Politikerin, Landtagsabgeordnete
- Hermann Steinkamp (* 1938), römisch-katholischer Theologe
- Rudolf Schwietering (* 1953), Volleyball Nationalmannschaft der Behinderten, 3 mal Paralympics Gold
- Theo Uppenkamp (1923–2002), Fußballspieler
- Fritz Vahrenholt (* 1949), Politiker (SPD), Buchautor und Manager

## Fotos
Der Blick in alle vier Himmelsrichtungen vom Buerer Rathausturm:
1955

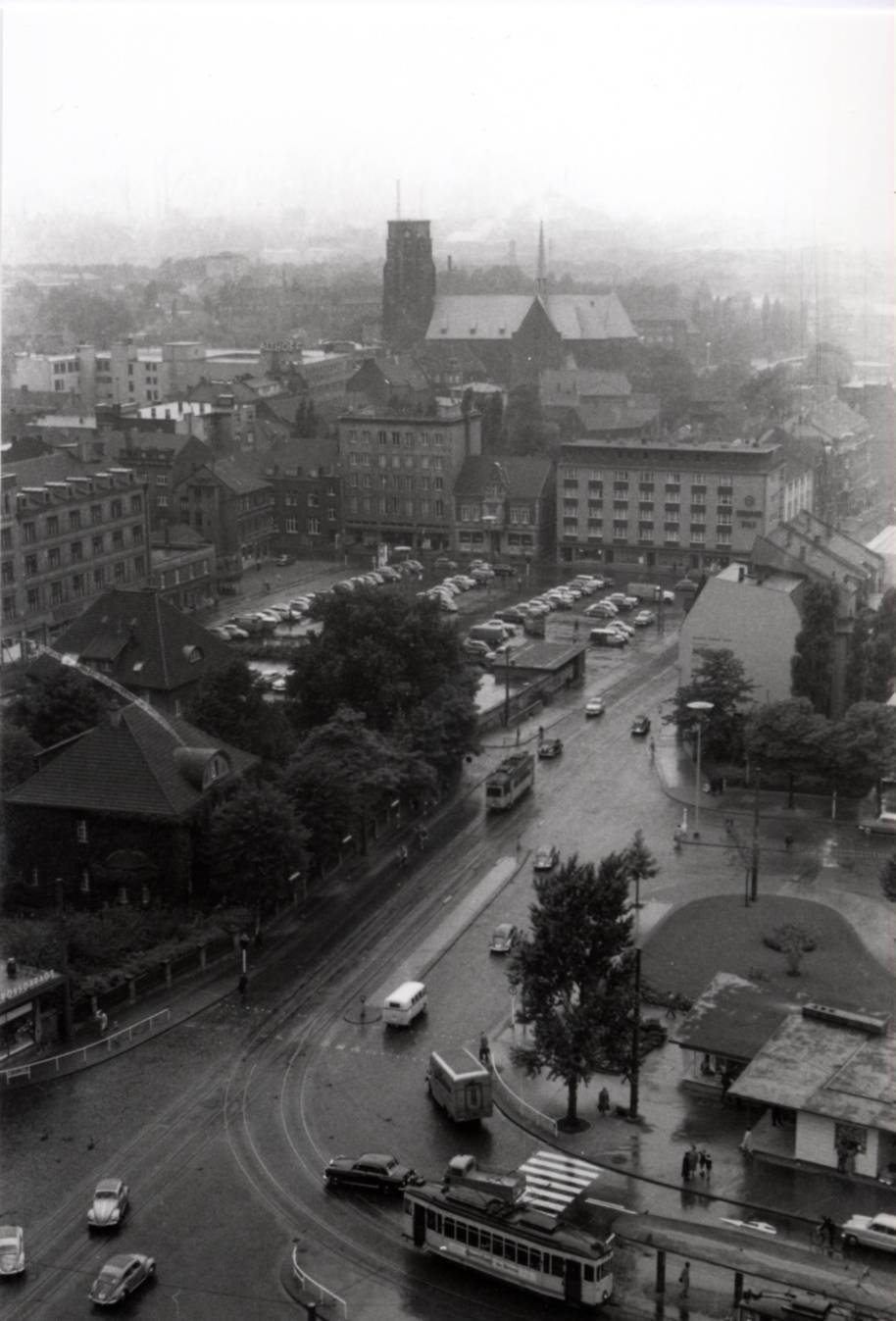
gen Norden
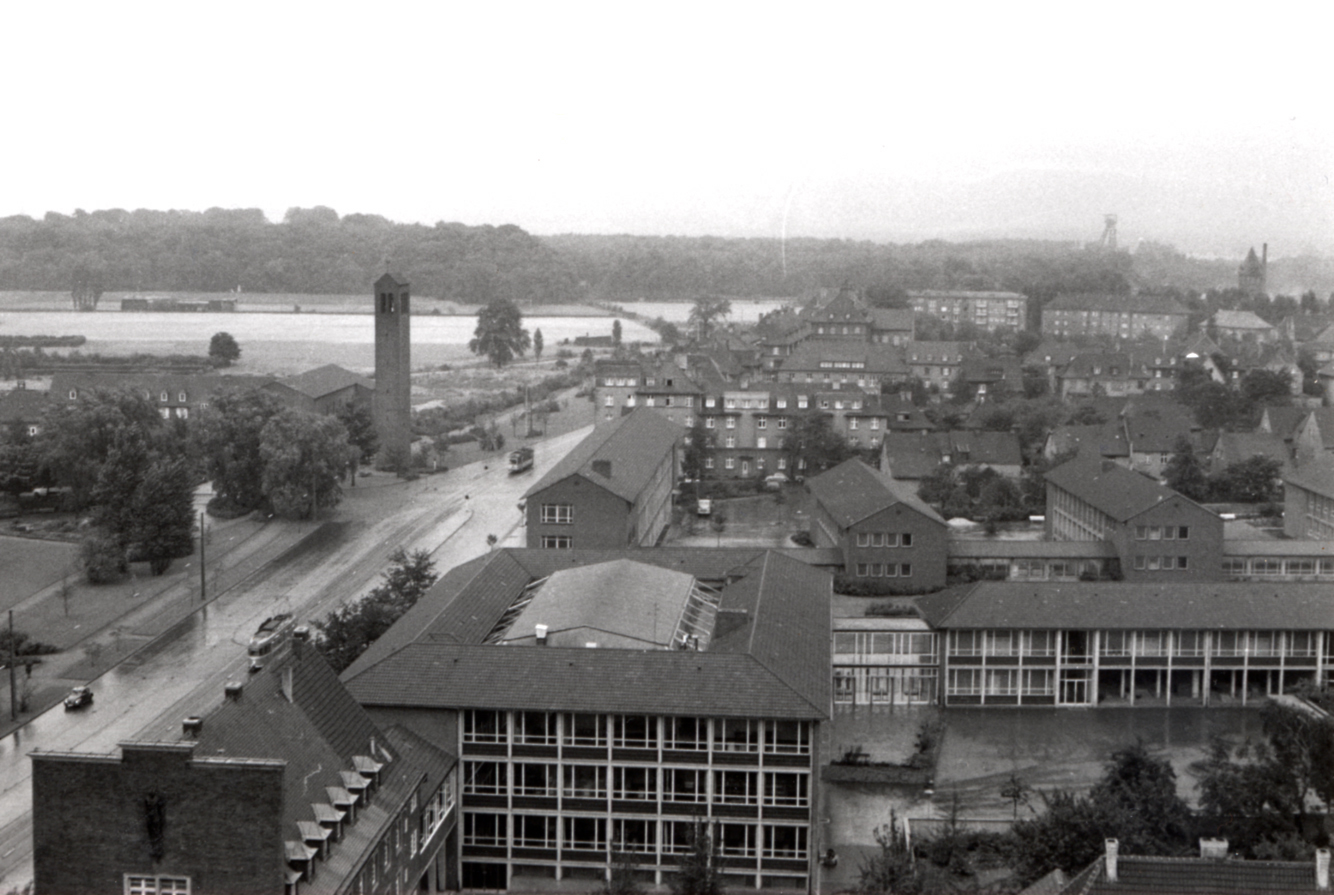
gen Osten
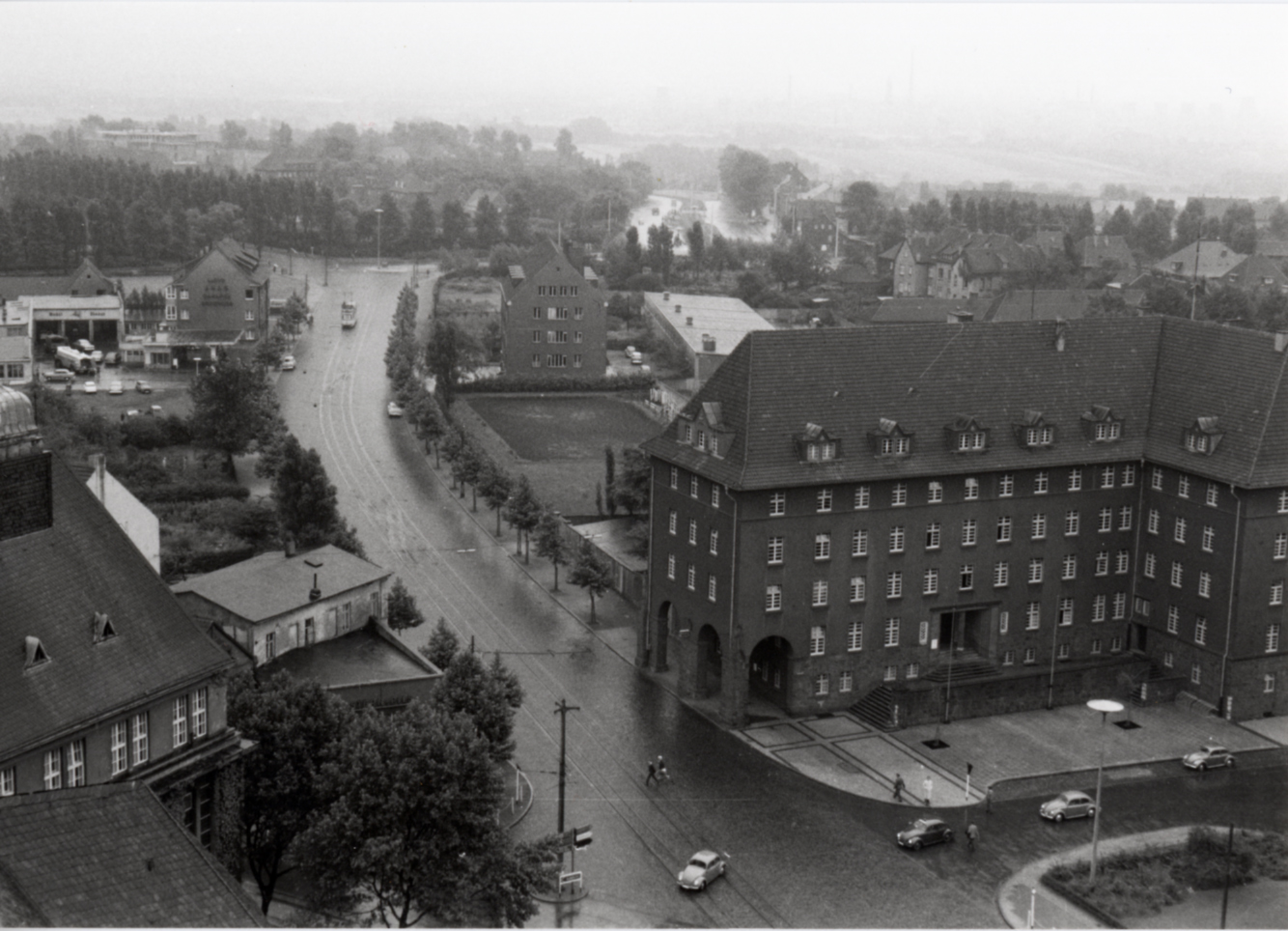
gen Süden
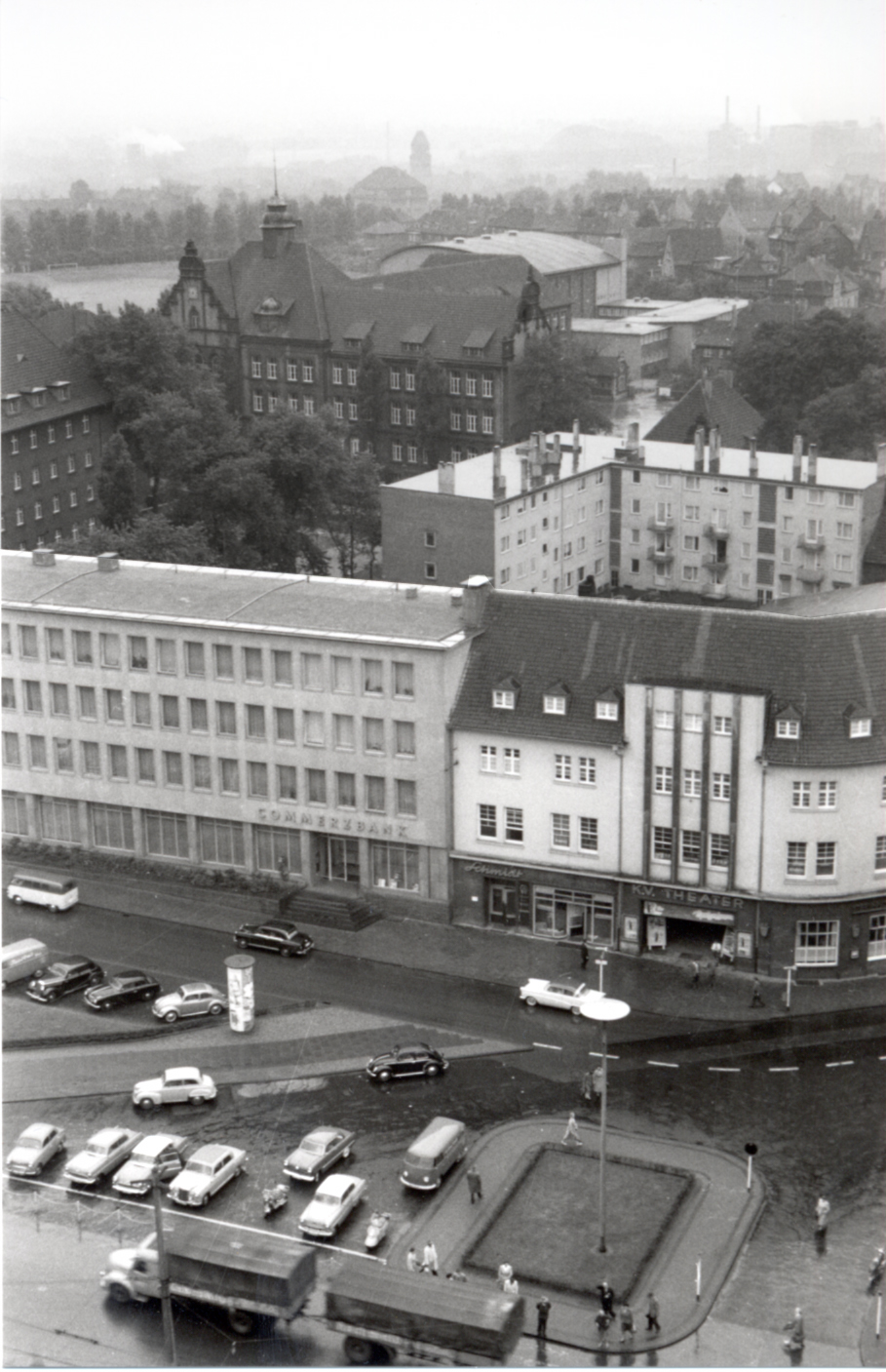
gen Westen

2005

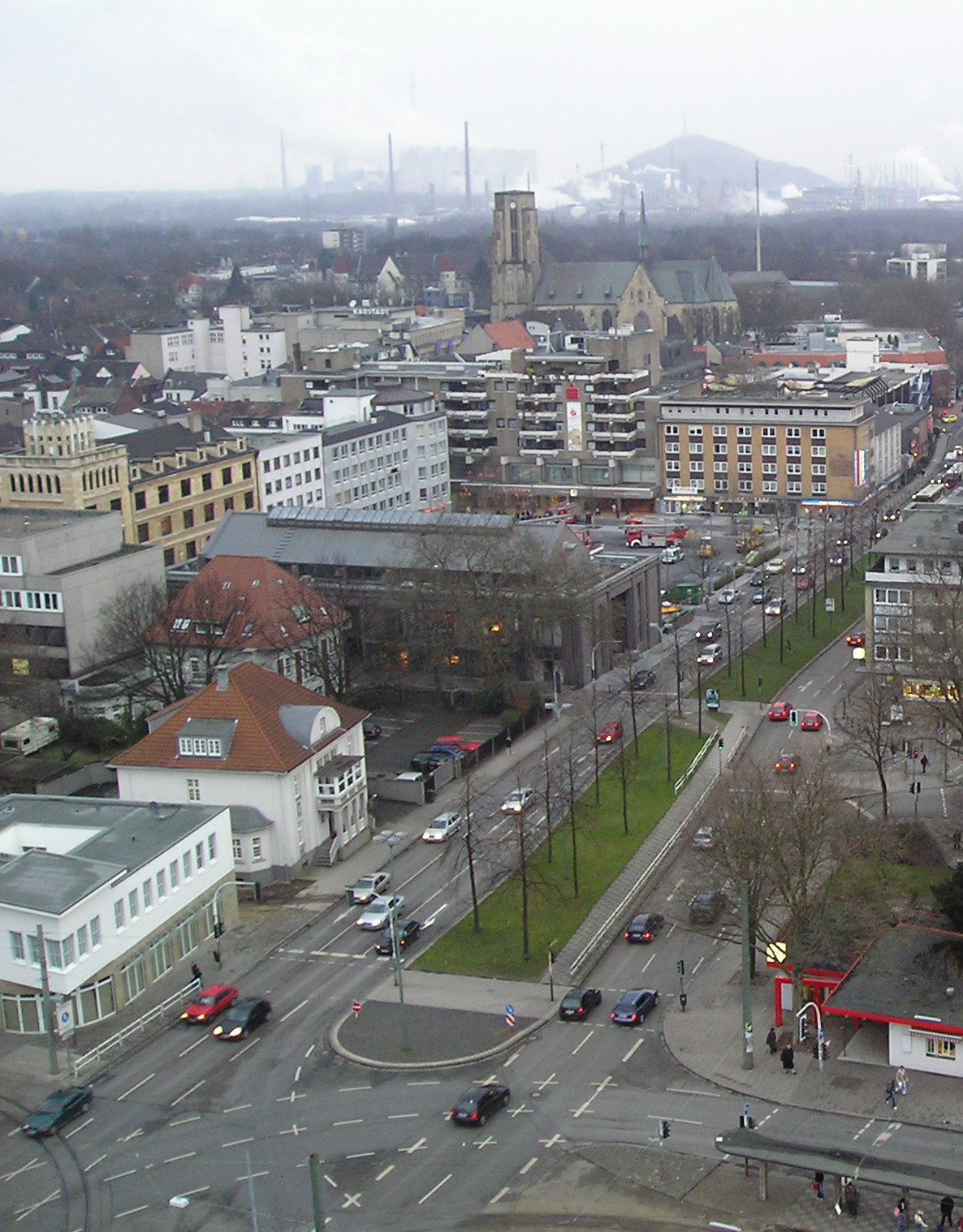
gen Norden
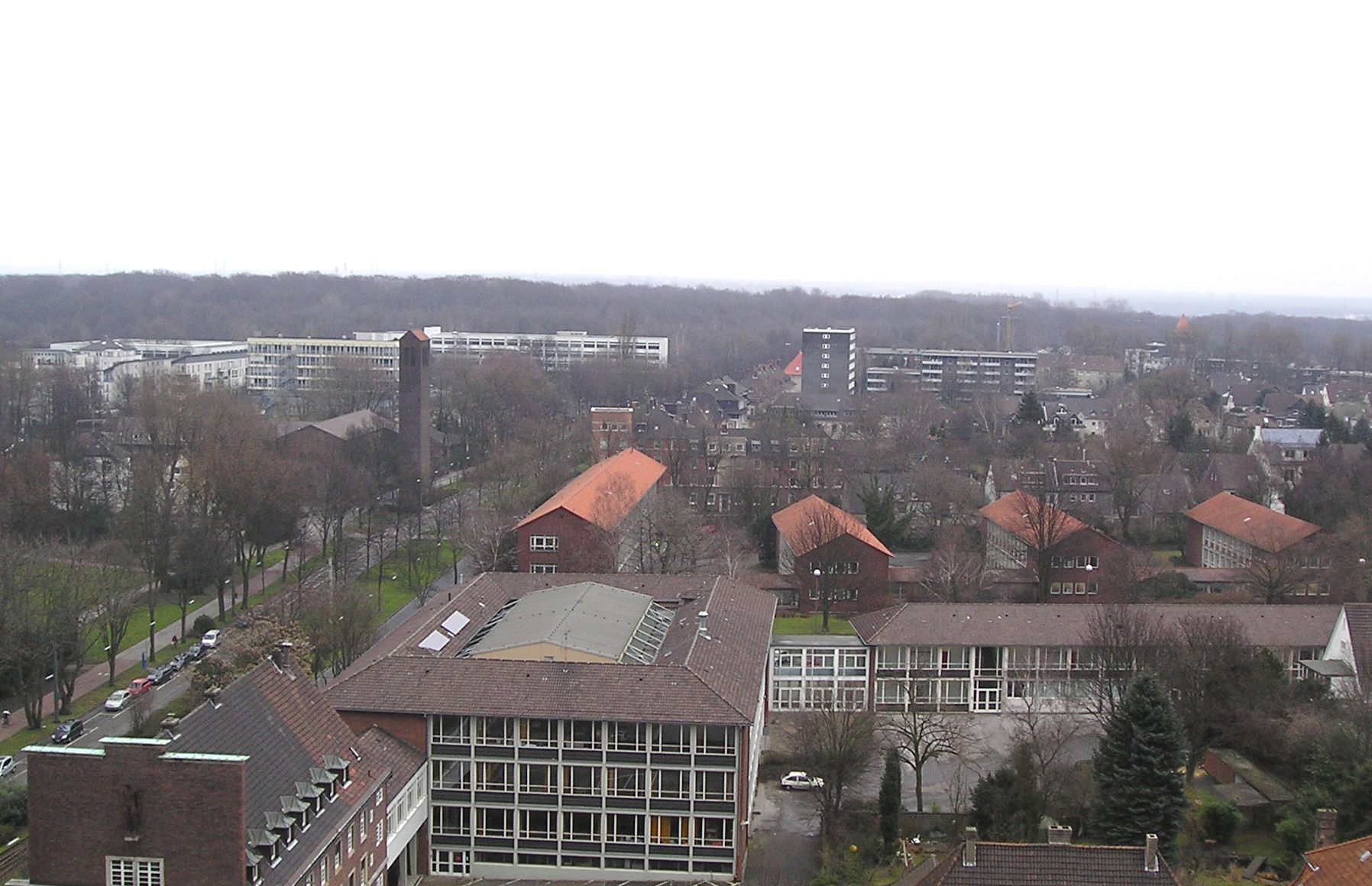
gen Osten
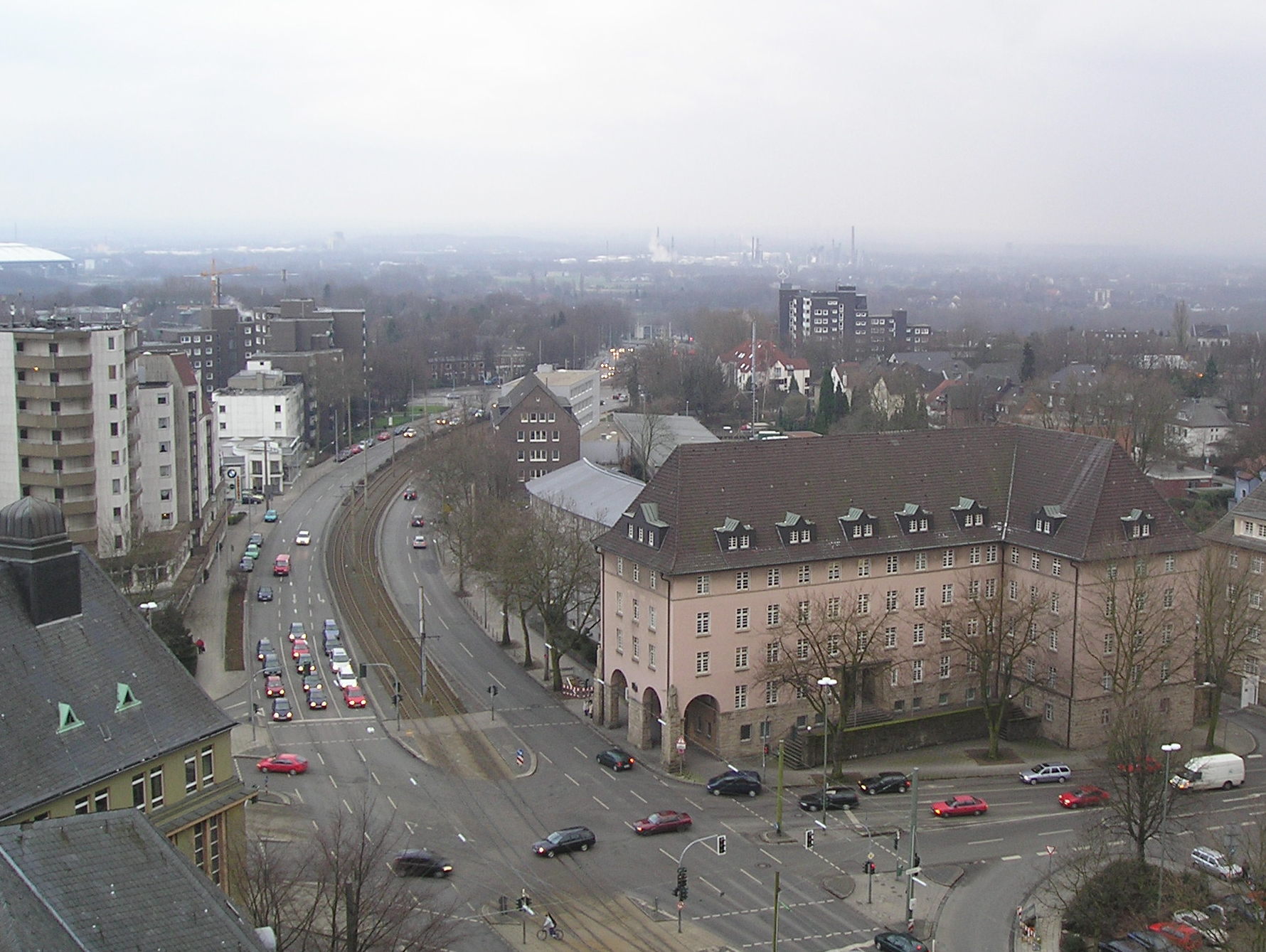
gen Süden
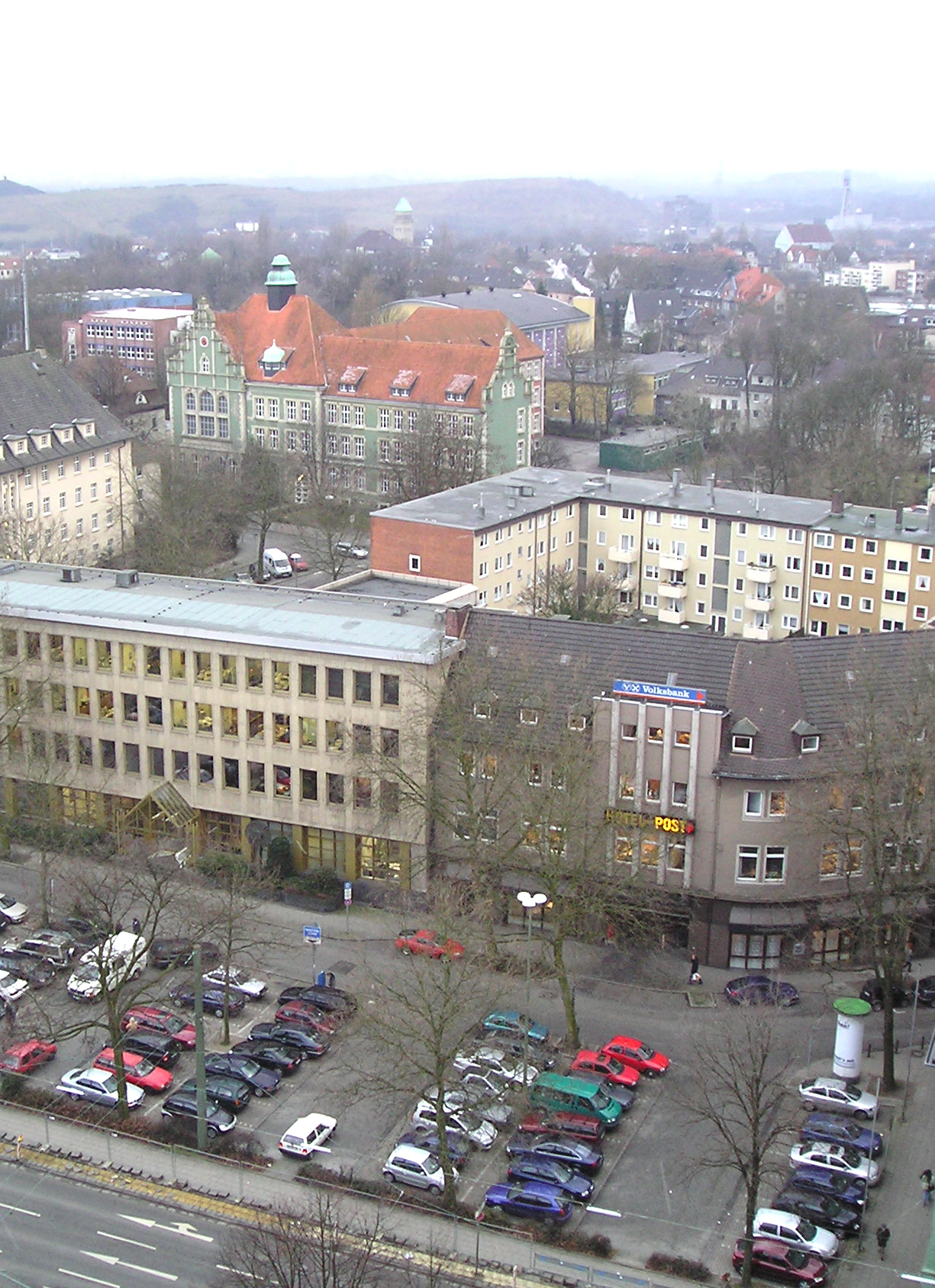
gen Westen